# Elezioni del Senato degli Stati Uniti d'America in Texas del 2018
L'elezione per il rappresentante del Texas al Senato degli Stati Uniti si è tenuta il 6 novembre 2018, insieme alle altre elezioni per il Senato e per la Camera dei rappresentanti. Il senatore uscente era il Repubblicano Ted Cruz, che correva per un secondo mandato, ed è stato sfidato da Beto O'Rourke, membro della Camera dei Rappresentanti degli Stati Uniti e dal candidato del Partito Libertario Neak Dikeman. Le primarie per tutti i partiti si sono tenute il 6 marzo 2018, le prime primarie della stagione 2018. Dato che sia Cruz che O'Rourke hanno ottenuto entrambi la maggioranza nelle loro primarie, non hanno partecipato al ballottaggio del 22 maggio che si è tenuto nel Texas per alcune candidature.
Nessun democratico vince un'elezione generale per una carica a livello statale in Texas dal 1994, e le predizioni annunciavano che il seggio sarebbe stato detenuto con falicità dai repubblicani. Tuttavia, nonostante il vantaggio iniziale di Cruz secondo i sondaggi, O'Rourke si è gradualmente avvicinato, e la competizione è stata considerata, in maniera anomala, addirittura competitiva prima della vittoria di Cruz.
O'Rourke ha ottenuto 4 milioni di voti, superando il record di 3,87 milioni ottenuto da Hillary Clinton alle elezioni presidenziali del 2016, raggiungendo il numero maggiore di voti ottenuto da un candidato democratico in un'elezione nel Texas.

## Primarie repubblicane

### Candidati

#### Vincitore
- Ted Cruz, Senatore uscente e candidato alle Presidenziali nel 2016[8].

Sconfitti
- Stefano de Stefano, ministro[9]
- Dan McQueen, ex Sindaco di Corpus Christi[10]
- Bruce Jacobson, produttore televisivo[11]
- Mary Miller, CPA[12]
- Geraldine Sam, ex sindaco di La Marque[13].

#### Esclusi
- George P. Bush, Texas Land Commissioner (in corsa per la ri-elezione)[14][15]
- Michael McCaul, Camera dei Rappresentanti[16][17]
- Dan Patrick, vicegovernatore del Texas (in corsa per la ri-elezione)[18]
- Rick Perry, Segretario all'Energia, ex Governatore del Texas e candidato a Presidente nel 2012 e 2016[19]
- Katrina Pierson, candidata per TX-32 in 2014[20]

### Risultati
| Candidati          | Voti      | %     |
| ------------------ | --------- | ----- |
| Ted Cruz           | 1.317.463 | 85,34 |
| Mary Miller        | 94.454    | 6,11  |
| Bruce Jacobson Jr. | 64.607    | 4,18  |
| Stefano de Stefano | 44.353    | 2,87  |
| Geraldine Sam      | 22.848    | 1,48% |
| Totale             | 1.543.725 |       |

## Primarie democratiche

### Candidati

#### Vincitore
- Beto O'Rourke, Camera dei Rappresentanti[21][22][23]

#### Sconfitti
- Sema Hernandez, allenatore di baseball[24]
- Edward Kimbrough[25].

#### Esclusi
- Joaquín Castro, U.S. Representative[26]
- Julián Castro, ex Segretario della Casa e dello Sviluppo Urbano[27]
- Wendy Davis, ex Senatore e candidato a Governatore nel 2014[28]

### Risultati
| Candidati        | Voti      | %     |
| ---------------- | --------- | ----- |
| Beto O'Rourke    | 641.337   | 61,79 |
| Sema Hernandez   | 246.313   | 23,73 |
| Edward Kimbrough | 150.149   | 14,46 |
| Totale           | 1.037.799 |       |

## Indipendenti

### Candidati
Dichiarati
- Carl Bible, infermiera[29]
- Bob McNeil, uomo d'affari[30]

#### Esclusi
- Matthew Dowd, ex consigliere del Presidente George W. Bush[31][32]

## Sondaggi
| Casa sondaggistica                            | Data sondaggio      | Grandezza camione | Margine di errore | Cruz (R) | O'Rourke (D) | Altri | Indecisi |
| --------------------------------------------- | ------------------- | ----------------- | ----------------- | -------- | ------------ | ----- | -------- |
| Public Policy Polling (D-End Citizens United) | 17-18 gennaio 2018  | 757               | ± 3,6%            | 45%      | 37%          | –     | 18%      |
| WPA Intelligence (R-Cruz)                     | 12-14 dicembre 2017 | 600               | ± 4,0%            | 52%      | 34%          | 1%    | 13%      |
| Texas Lyceum                                  | 3-9 aprile 2017     | 1.000             | ± 3,1%            | 30%      | 30%          | 3%    | 37%      |

### Predizioni
| Fonte                       | Predizione | Data              |
| --------------------------- | ---------- | ----------------- |
| Rothenberg Political Report | Solid R    | February 2, 2018  |
| The Cook Political Report   | Likely R   | February 1, 2018  |
| Sabato's Crystal Ball       | Likely R   | February 15, 2018 |

## Risultati
| Candidati     | Partiti      | Voti      | %     |
| ------------- | ------------ | --------- | ----- |
| Ted Cruz      | Repubblicano | 4.260.533 | 50,89 |
| Beto O'Rourke | Democratico  | 4.045.632 | 48,33 |
| Neal Dikeman  | Libertario   | 65.470    | 0,78  |
| Totale        | Totale       | 8.371.655 |       |